# Seszták Miklós
Seszták Miklós István (Budapest, 1968. október 31. –) magyar ügyvéd, politikus. 2010-től országgyűlési képviselő. 2014-től 2018-ig a harmadik Orbán-kormány nemzeti fejlesztési minisztere. A 2017-es Befolyás-barométer szerint ő Magyarország 13. legbefolyásosabb személye.

## Életpályája
Sokgyerekes görögkatolikus papi családból származik.
1994-ben az ELTE Állam- és Jogtudományi Karán diplomázott, és ezután ügyvédjelöltként, majd 1996-tól ügyvédként dolgozott.
1998-tól Kisvárda képviselőtestületének tagja. Akkoriban Oláh Albert fideszes polgármester támogatásával választották listáról egy helyi civil szervezet színeiben, de 2010-ben a Fidesz más jelöltet indított, amiben Oláh szerint szerepe volt Sesztáknak. Az Index internetes újság forrásai szerint ezóta rendelkezik Seszták akkora befolyással a városi önkormányzat ülésein, mint a Fidesz frakcióvezetője az Országgyűlésben, ahogy ő maga fogalmazott. A Kisvárda központú egyéni választókerületben 2010-ben és 2014-ben országgyűlési képviselőnek választották.
A 2012-es vagyonnyilatkozatok összevetése alapján Seszták Miklós a második leggazdagabb képviselő, csak Veres János vagyonosabb nála.
2011–2015 között Seszták Miklós a Magyar Sakkszövetség elnöke volt.
2013 februárjában a Varánusz blog nyilvános parlamenti, cégbírósági és NFÜ-adatokból kiderítette, hogy Seszták Miklós egyidejűleg volt tagja az informatikai és a közbeszerzési parlamenti albizottságoknak és az Enternet Invest Zrt. felügyelőbizottságának 2012-ben, tehát éppen akkor, amikor a „Széles sávú körzethálózati fejlesztések” nevű és uniós támogatású NFÜ-pályázatból 12,5 milliárd forintot ítéltek meg annak az öt vállalatnak a javára, amelyek egyrészt éppen az említett Enternet Invest társaságnak, másrészt további hasonló, részben offshore-szerű ciprusi tulajdonú társaságoknak áttételes tulajdonában voltak. Az öt vállalatot röviddel a pályázati határidő előtt egyazon napon és ugyanarra a címre jegyezték be, mégpedig nagy átfedéseket mutató tulajdonosi körrel és azonos mérvű alaptőkével.
Így felmerült az ellenzéki képviselőkben, hogy esetleg Seszták politikai befolyásának tulajdonítható a pályázat eredménye. 2013 októberében a Miniszterelnökség visszavonta a pályázat átláthatatlannak minősített részét, a 2013 januárjában megkötött szerződéseket felbontották, majd amikor 2014 áprilisában az Európai Bizottság értesítette a kormányt, hogy az Európai Csalás Elleni Hivatal (OLAF) vizsgálata eredménye alapján korrupciós gyanú miatt a teljes támogatási összeget visszavonják ettől a projekttől, akkor Lázár János Miniszterelnökséget vezető államtitkár levélben jelezte az OLAF-nak, hogy egyetért megállapításaikkal, és hogy felelősségre fogják vonni a pályázatról döntő és azóta már eltávolított vezetőket.
A 2014-es országgyűlési választáson elindult, és Szabolcs-Szatmár-Bereg megye 3. sz. országgyűlési egyéni választókerületében az első helyen végzett 48,64 százalékkal. 2014. június 6-án Seszták Miklós a harmadik Orbán-kormányban nemzeti fejlesztési miniszteri posztot kapott.
2018-ban és 2022-ben ismét győzött ugyanebben a választókerületben.
Unokatestvére Seszták Szabolcs színművész.